# Römischer Münzschatz von Holzthum
Der Römische Münzschatz von Holzthum ist ein Hortfund von 141 römischen Goldmünzen, der 2019 entdeckt und bei einer Ausgrabung zwischen 2020 und 2024 geborgen wurde. Der Schatz lag in den Ardennen bei Holzthum in Luxemburg. Die Münzen stammen aus der zweiten Hälfte des 4. Jahrhunderts.

## Fundstelle
Die Fundstelle im Ösling in der Gemeinde Parc Hosingen befindet sich auf einer Ackerfläche an der Straßenkreuzung zwischen Holzthum und Dickt, die Einheimische als „Um Rank“ (hochdeutsch „Am Ring“) bezeichnen. Landwirten war seit langem bekannt, dass sich unter dem Acker eine kreisförmige Struktur verbirgt. Auf der Fläche führten zwei Amateurarchäologen im September 2019 zum wiederholten Mal eine Begehung nach historischen Keramikscherben durch. Sie fanden auf der Erdoberfläche zunächst eine römische Münze und entdeckten mit einem Metalldetektor 40 weitere Stücke. Sie gruben die Münzen nicht aus, sondern markierten die Fundstellen und informierten die Behörden. Danach führten Wissenschaftler des Luxemburger Nationalinstituts für archäologische Forschung (INRA) von 2020 bis 2024 eine Ausgrabung durch. Dabei entdeckten sie Baureste eines Burgus als Kontrollposten aus der Römerzeit. Es wurden etwa 100 weitere Münzen gefunden, die außerhalb der früheren Wälle der Anlage lagen. Der Münzfund wurde aufgrund seiner historischen Bedeutung fast vier Jahre lang geheim gehalten. Wegen Munition und Sprengstoff aus dem Zweiten Weltkrieg, die noch im Erdreich hätten liegen können, wurden die Untersuchungen vom Minenräumdienst der luxemburgischen Armee begleitet.

## Fundstücke

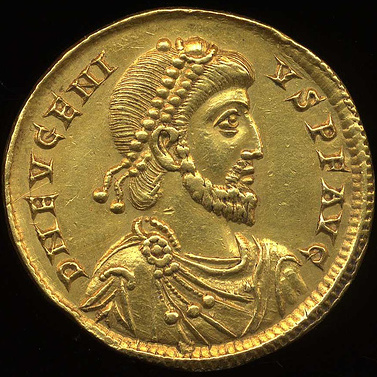
Ein Solidus mit Eugenius (nicht aus diesem Fund)

Der Münzschatz besteht aus 141 Solidi. Die Münzen wurden mit den Bildnissen von neun römischen Kaisern geprägt, die zwischen 364 und 408 herrschten. Darunter sind die Kaiser Valens, Valentinian I., Valentinian II., Gratian, Theodosius I., Magnus Maximus, Arcadius und Flavius Honorius. Auf drei Münzen ist der römische Usurpator Eugenius abgebildet, der von 392 bis 394 regierte. Wegen seiner kurzen Regierungszeit sind Münzprägungen mit seinem Abbild selten. Laut Susanne Börner vom Heidelberger Zentrum für antike Numismatik seien weniger als 50 Stück bekannt. Unter den gefundenen Münzen befinden sich auch Fälschungen durch Überzug von minderwertigen Metallen mit Gold.
Im Anschluss an die Bergung wurden die Fundstücke im Labor untersucht. Die Ergebnisse sollen in einer wissenschaftlichen Publikation veröffentlicht werden. Der Hortfund wurde im Januar 2025 in die Datenbank „Coin Hoards of the Roman Empire“ der University of Oxford aufgenommen.
Durch ein numismatisches Gutachten wurde der Wert der Münzen auf rund 300.000 Euro geschätzt. Der luxemburgische Staat kaufte den Fund wegen seiner historischen Bedeutung an und zahlte den Betrag an die Anspruchsberechtigten aus.
Die Entdeckung wurde im Dezember 2024 in einer gemeinsamen Pressemitteilung des Nationalen Instituts für Archäologische Forschung und des luxemburgischen Kulturministeriums bekannt gegeben. Dies erfolgte unmittelbar nach Beantwortung einer parlamentarischen Anfrage eines Abgeordneten der Piratepartei Lëtzebuerg. Er hatte im Oktober 2024 angefragt, ob in der Gemeinde Parc Hosingen ein Goldschatz gefunden worden sei.

## Bewertung
Laut dem luxemburgischen Kulturminister Eric Thill (DP) sei die Entdeckung außergewöhnlich für das Land und könne zu einem besseren Verständnis der spätrömischen Epoche in der Region und Europa beitragen. Nach der Einschätzung des Nationalen Instituts für Archäologische Forschung (INRA) ist der Fund deswegen so bedeutend, weil er in seinem gesamten archäologischen Zusammenhang untersucht werden konnte, was selten sei. Die Wissenschaftler vermuten, dass der Münzschatz um 408 von einem wohlhabenden Römer versteckt wurde. Zu dieser Zeit fielen die Germanen in die Region ein. Durch das Vergraben war das Geld vor fremdem Zugriff geschützt. Allerdings hatte der Besitzer offenbar keine Gelegenheit mehr, den Münzschatz wieder auszugraben.